# وست فالماوت (ماساچوست)
وست فالماوت (به انگلیسی: West Falmouth) یک منطقهٔ مسکونی در ایالات متحده آمریکا است که در شهرستان برنستبل، ماساچوست واقع شده‌است. وست فالماوت ۱۱٫۳ کیلومتر مربع مساحت و ۱٬۷۳۸ نفر جمعیت دارد و ۲ متر بالاتر از سطح دریا واقع شده‌است.